# سمندرک بوسکاچ
سمندرک بوسکاچ (نام علمی: Lissotriton boscai) نام یک گونه از سرده سمندرک‌های کوچک است. این گونه در پرتغال و غرب اسپانیا یافت می‌شود. طول جنس نر و ماده این گونه بیش از ۹۴ میلی‌متر است اما بیشتر به طول ۷۵ میلی‌متر دیده شده‌اند.